# St. Nikolaus (Högelstein)

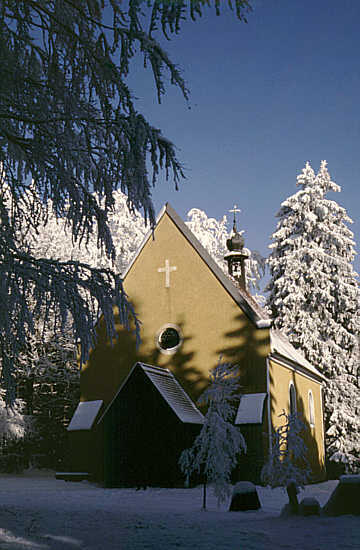
Nikolauskirche

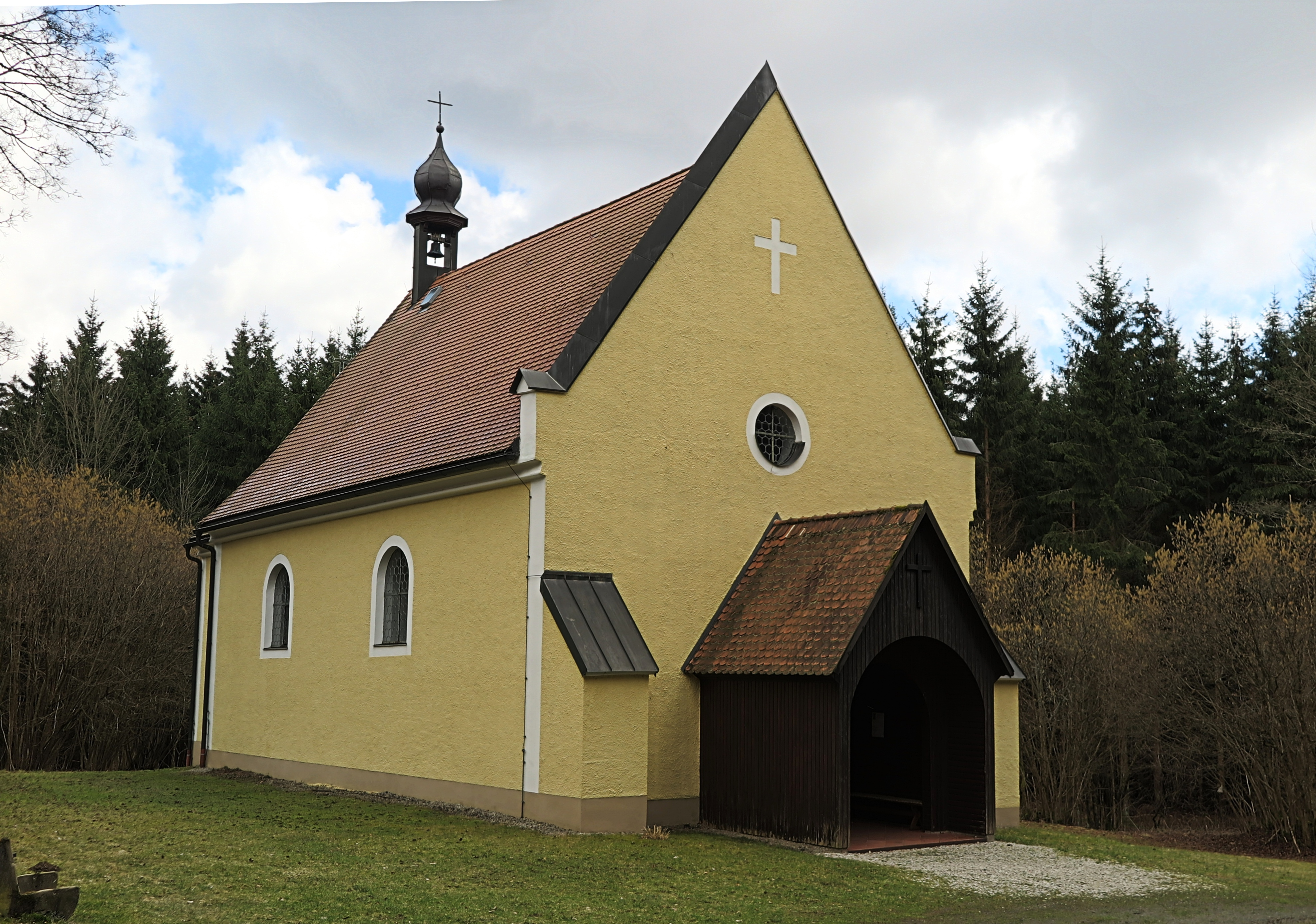
Nikolauskirche von Westen gesehen

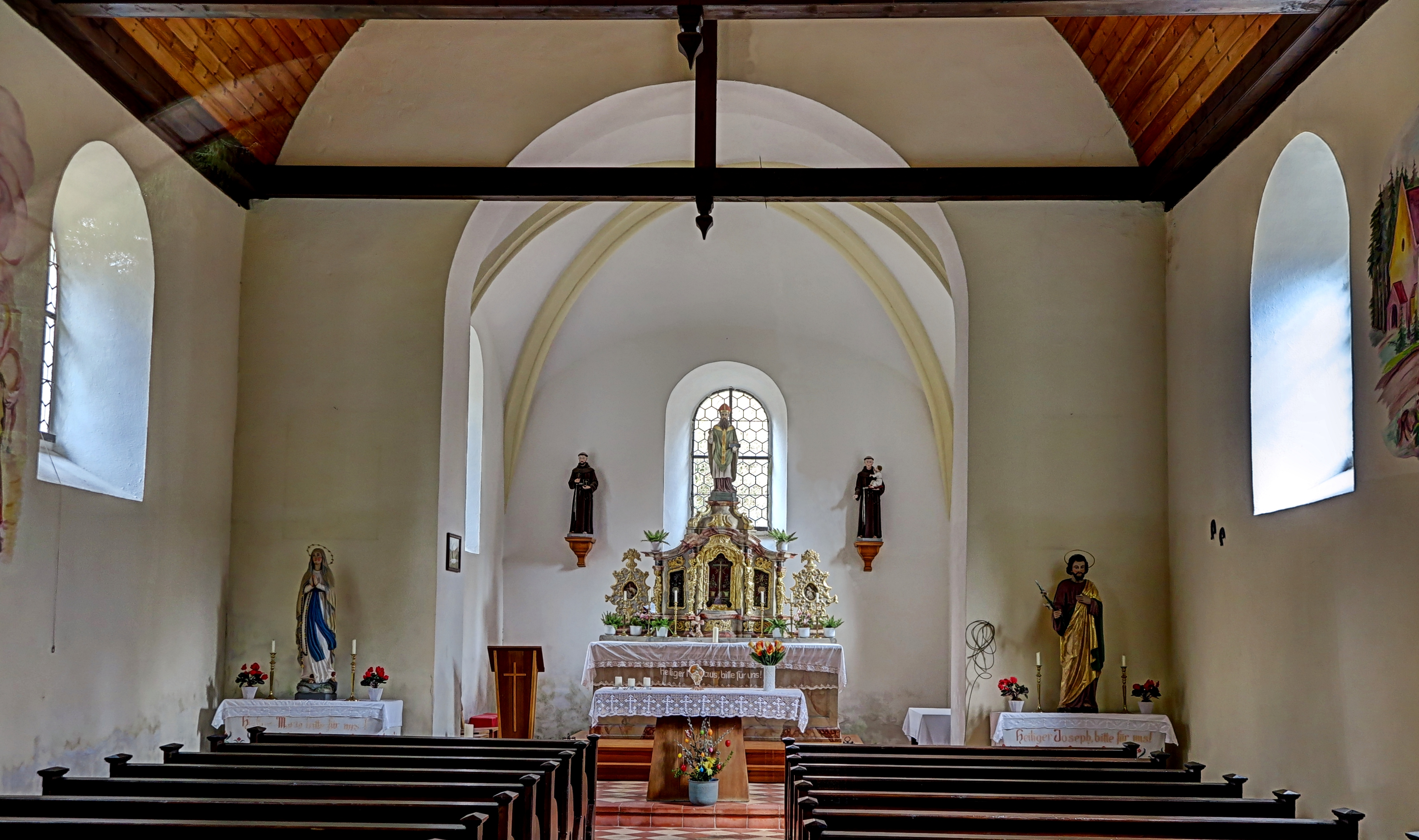
Innenraum

Die katholische Pfarrkirche St. Nikolaus Högelstein (früher: Hohenstein) steht knapp 200 Meter südwestlich der deutsch-tschechischen Grenze im Wald zwischen Bad Neualbenreuth und Mähring im Landkreis Tirschenreuth und ist eine Filialkirche der Mähringer Pfarrei St. Katharina.
Vor fast 800 Jahren stand dort schon ein erstes Gotteshaus in dieser Gegend. Seit dem Jahre 1183 war das Dorf Högelstein Sitz eines Propstes, dessen Propstei zum Kloster Reichenbach am Regen gehörte. Dieses wurde im Jahre 1118, also noch 15 Jahre vor der Gründung des Klosters Waldsassen, ebenfalls von Markgraf Diepold III. von Vohburg gegründet.
Im Jahre 1442 kaufte das Kloster Waldsassen die Propstei. Das Holzkirchlein war schon 1695 eine Filialkirche von Mähring.
In der heutigen Form entstand die Kirche im Jahr 1899, nachdem die Kapelle an der gleichen Stelle 1894 durch einen Blitzschlag abgebrannt war.
1976 bis 1978 führte die Gemeinde Mähring eine vollständige Innen- und Außenrestaurierung durch, die 1996 bis 1997 erneut erforderlich war.
Das ehemalige Dorf Högelstein, von dem außer der Kirche nichts übrig blieb, ist nach Verwüstungen bei den Hussiteneinfällen und schweren Seuchen seit etwa 1440 eine Wüstung.